# José del Rosario González
José del Rosario González (Pueblo Nuevo de Paraguaná, Estado Falcón, Venezuela, 19 de marzo de 1798-Coro, Estado Falcón, Venezuela, 23 de agosto de 1864) también conocido como Chayo González o Zaraza, fue un militar y político venezolano. Veterano de la Guerra Federal y Ministro de defensa entre 1863 y 1864.

## Biografía
Paso sus primeros años trabajando como caporal en el hato de los padres de Josefa Camejo, de quién se hizo un amigo cercano. Ingresa a las tropas patriotas el 3 de mayo de 1821 durante la Guerra de Independencia de Venezuela. Participa en la Revolución de Paraguaná. Posteriormente participa en campañas en las provincias de Coro y Maracaibo entre 1821 y 1823. El 7 de marzo de 1824 es ascendido a teniente de caballería, comanda una compañía del escuadrón Dragones del Zulia entre 1824 y 1827 y recibe de Simón Bolívar el grado de capitán, junto con sus letras de retiro en 1827.
Defiende al gobierno de José María Vargas durante la Revolución de las Reformas. Como comandante de milicias, participa en el combate de Quisiro, donde Ezequiel Zamora vence las tropasJosé Escolástico Andrade el 17 de septiembre de 1848. En 1849 es comandante del castillo de San Carlos. En 1853 es miembro de Congreso Nacional representando la provincia de Coro y participa, junto con Juan Crisóstomo Falcón, en sofocar el levantamiento del general Juan Garcés en la península de Paraguaná entre junio y julio de 1854.
A raíz de la Revolución de Marzo de 1858 se exilia a Curazao. Por esta razón se une al ejército federalista de Ezequiel Zamora, firmando junto con este la proclama de la Federación en Coro el 25 de febrero de 1859 lo que da inicio a la Guerra Federal. Combate en la Batalla de El Palito y de La Galera el 6 de abril de 1859. Ascendido a general de brigada, participa en la batalla de Santa Inés.
Dirige el ataque a la plaza de Coro el 16 de junio de 1861 con alrededor de 400 a 500 hombres, viéndose obligado a retirarse. En julio es jefe de operaciones del ejército federal en Coro y se incorpora a las fuerzas de Juan Crisóstomo Falcón en la Puerta de Acaca, iniciando campaña hacia oriente. Participa en la batalla de Río Caribe el 4 de marzo de 1862 y de La Peñita el 2 de abril de 1862. Junto con Antonio Guzmán Blanco, efectúa, nuevamente, un ataque fallido sobre Coro el 26 de junio de 1862. Marcha en expedición sobre El Tocuyo en octubre de 1862 y dirige la batalla de Buchivacoa.
Se opone a la firma del Tratado de Coche. El 15 de junio de 1863 es representante por Coro en la Asamblea de La Victoria. Es consejero de Estado en julio de 1863 y nombrado ministro interino de Guerra y Marina el 21 de septiembre de 1863, es ratificado como titular del despacho en marzo de 1864. En abril de 1864 recibe junto con José Desiderio Trías y Juan Antonio Sotillo, el título de Fiel Soldado de la Democracia, así como una remuneración por sus servicios prestados en la Guerra Federal. Como segundo designado, asume la presidencia de Venezuela, por ausencia del presidente Juan Crisóstomo Falcón; y del primer designado, Antonio Guzmán Blanco entre el 3 al 19 de mayo de 1864. Fuertemente quebrantado de salud regresa a Coro con su esposa Eusebia Bracho de González donde muere el 23 de agosto de 1864.